# Tramm (Lauenburg)
Tramm er en kommune i det nordlige Tyskland, beliggende i Amt Büchen under Kreis Herzogtum Lauenburg. Kreis Herzogtum Lauenburg ligger i delstaten Slesvig-Holsten.

## Geografi
Tramm ligger ca. 20 km nord for Lauenburg og knap 40 km øst for Hamborg.
Den øst-vestgående motorvej A 24 mellem Hamborg og Berlin krydser den sydlige del af kommunen.